# Placerija
Placerija (znanstveno ime Placerias) je sodila v skupino dicynodontov (skupina sesalcem podobnih plazilcev). Živele so v poznem triasu (221-210 mil. let). Placerije so bile živeče zadnje predstavnice družine Kannemeyeridae.
Placerije so bile največji rastlinojedci svojega časa. Merile so do 3.5 m in tehtale več kot 2 toni. Z močnim vratom in nogami ter sodčastim telesom, so močno spominjale na današnje povodne konje. Večino sušnega obdobja so preživele ob rekah. To jim je zagotavljalo tudi delno zaščito pred plenilci kakršen je bil Postosuchus. S svojimi kratkimi okli so kopale koreninice, lahko pa so jih uporabljale tudi za obrambo in v spopadih za samice.
V Arizoni blizu kraja St. Johns so odkrili fosilne ostanke črede štiridesetih placerij, ki so verjetno utonile v poplavi in se nato ohranile v blatnih usedlinah.
Placerije se pojavijo tudi v seriji Sprehod z dinozavri, kjer čredo zasleduje Postosuchus medtem, ko se ta v sušnem obdobju seli, da bi prišla do reke.